# EPPO 코드
EPPO 코드(EPPO code) 또는 바이어 코드(Bayer code)는 유럽지중해식물보호기구(European and Mediterranean Plant Protection Organization, 약칭 EPPO)가 식물이나 병해충, 잡초 등을 식별하기 위해 사용하는 인코딩 식별자이다. 원래는 회사 바이어(Bayer)가 처음 사용했지만, 현재 유럽지중해식물보호기구에서 공식적인 코드 목록을 유지, 관리하고 있다.

## EPPO 코드 데이터베이스
모든 코드와 명칭은 하나의 데이터베이스(EPPO 글로벌 데이터베이스)에 포함된다. EPPO 데이터베이스에 수록된 전체 종은 68.500종으로 다음과 같다.
- 식물 36,000종 (예, 재배품종, 야생 식물, 잡초)
- 동물 24,000종 (예, 곤충, 진드기, 선형동물, 설치류), biocontrol agents
- 미생물 8,500종 (예, 박테리아, 균류, 바이러스, 병원체,  바이러스성 병원체)

식물은 5자리 코드로 구성되며, 다른 생물은 6자리 코드로 구성된다. 대부분의 경우, 코드는 속명 앞부분 3자리 또는 4자리 글자와 종소명 첫 두 글자에서 유래한 각 생물의 학명 영숫자 약어이다. 예를 들어, 감자역병균(학명: Phytophthora infestans)는 "PHYTIN"이다.

### 예시
| 분류 등급 | 분류명     | 분류명(라틴어) | EPPO Code |
| --------- | ---------- | -------------- | --------- |
| 계        | 동물계     | Animalia       | 1ANIMK    |
| 문        | 절지동물문 | Arthropoda     | 1ARTHP    |
| 아문      | 육각아문   | Hexapoda       | 1HEXAQ    |
| 강        | 곤충강     | Insecta        | 1INSEC    |
| 목        | 노린재목   | Hemiptera      | 1HEMIO    |
| 아목      | 진딧물아목 | Sternorrhyncha | 1STERR    |
| 과        | 가루이과   | Aleyrodidae    | 1ALEYF    |
| 속        | 가루이속   | Bemisia        | 1BEMIG    |
| 종        | 담배가루이 | Bemisia tabaci | BEMITA    |